# ماثيو ليلارد
ماثيو ليلارد (بالإنجليزية: Matthew Lillard)‏ مواليد 24 يناير 1970 في لانسنغ، ميشيغان، هو ممثل ومخرج ومنتج أمريكي بدأ مسيرته الفنية عام 1991. ظهر في عدة أفلام مثل الصرخة كما أدى شخصية شاغي روجرز في سكوبي دو. عاش ودرس في ولاية كاليفورنيا الأمريكية.

## الأعمال
- قراصنة
- صرخة 3
- لوني تونز: باك إن أكشن
- متنزه ويكر
- الأحفاد
- أميريكان داد!
- البديل
- القانون والنظام: الوحدة الخاصة للضحايا
- هاوس
- جينيرايتور ريكس
- شت آب
- باتمان الجرأة والشجاعة
- الجسر
- عقول إجرامية
- احذر باتمان
- ذا غود وايف
- تمالك نفسك سكوبي دو

## وصلات خارجية
- ماثيو ليلارد على موقع IMDb (الإنجليزية)
- ماثيو ليلارد على موقع ميتاكريتيك (الإنجليزية)
- ماثيو ليلارد على موقع روتن توميتوز (الإنجليزية)
- ماثيو ليلارد على موقع قاعدة بيانات الأفلام العربية
- ماثيو ليلارد على موقع ألو سيني (الفرنسية)
- ماثيو ليلارد على موقع ميوزك برينز (الإنجليزية)
- ماثيو ليلارد على موقع تيرنر كلاسيك موفيز (الإنجليزية)
- ماثيو ليلارد على موقع أول موفي (الإنجليزية)
- ماثيو ليلارد على موقع بوكس أوفيس موجو (الإنجليزية)
- ماثيو ليلارد على موقع قاعدة بيانات برودواي على الإنترنت (الإنجليزية)